# Саммелвуо, Туомас
Ту́омас Са́ммелвуо (фин. Tuomas Sammelvuo; род. 16 февраля 1976, Пудасъярви, Оулу) — финский волейболист и тренер.

## Биография

### Игровая карьера
Заниматься волейболом начал в родном городе Пудасъярви, играя с сестрой и двумя братьями. В шестнадцатилетнем возрасте переехал в Тампере, где учился в спортивной школе. Тогда же начал привлекаться в юниорскую сборную Финляндии, которая стала четвёртой на чемпионате мира 1995 года.
Первый профессиональный контракт заключил в 1993 году с клубом «Райсион Лойму», в составе которого завоевал бронзовые медали национального первенства. Три следующих сезона защищал цвета клуба «КуПС» из Куопио, с которым дважды становился чемпионом Финляндии и один раз завоёвывал «серебро».
В 1997 году переехал во Францию, где сначала играл за «Страсбург», а потом за «Стад Пуатвен» из Пуатье, с которым стал чемпионом Франции. На протяжении трёх лет выступал в Италии, в 2003 году в составе Перуджи завоевал Кубок Италии.
В 2003—2005 годах вновь играл во Франции, защищая цвета клуба «Тур». В его составе не только выиграл национальное первенство, но и стал победителем Лиги чемпионов сезона 2004/05. Саммельвуо стал первым финном-победителем волейбольной Лиги чемпионов в истории.
В 2006 году играл в чемпионате Японии, попав в символическую сборную по итогам чемпионата. С 2006 по 2008 год играл за калининградский «Динамо-Янтарь», где входил в десятку наиболее результативных игроков чемпионата России, участвовал в Матче всех звёзд, в котором сборная легионеров противостояла сборной России.
Завершил спортивную карьеру в 2012 году. Последней командой для Саммелвуо-игрока стал новосибирский Локомотив.
На протяжении 17 лет вызывался в финскую сборную. С 1997 года более 10 лет был её капитаном. В 2007 году финны добились наиболее громкого успеха, став четвёртыми на чемпионате Европы. Всего за сборную Туомас Саммелвуо сыграл 296 игр и по этому показателю занимает второе место. Чаще него в форме сборной выходил только Кари Калин (312 раз).

### Тренерская карьера
Вскоре после завершения профессиональной карьеры Саммелвуо возглавил сборную Финляндии. На чемпионате Европы 2013 года финны выиграли свою группу и вышли напрямую в четвертьфинал, где уступили итальянцам в четырёх сетах.
В 2014 году на мировом первенстве в Польше финская команда впервые в истории чемпионатов мира попала в десятку сильнейших, расположившись на девятом месте. Также Саммельвуо выводил финнов на чемпионат мира 2018 и чемпионаты Европы 2015 и 2017 годов.
В 2016 году Саммелвуо подписал контракт с «Кузбассом», совмещая роли главного тренера сборной Финляндии и кемеровского клуба. Под его руководством «Кузбасс» добился наивысшего результата в истории (4-е место в сезоне 2017/18). Год спустя привёл кемеровскую команду к первым в истории золотым медалям национального первенства.
1 марта 2019 года назначен главным тренером сборной России. Контракт рассчитан на два года, до окончания Олимпиады в Токио. Вместе с командой выиграл Лигу наций летом 2019 года. Однако на Чемпионате Европы 2019 команда не смогла пройти дальше 1/4 финала.
4 сентября 2019 года был назначен главным тренером волейбольного клуба «Зенит» (г. Санкт-Петербург). В первом сезоне петербургская команда заняла 5-е место в суперлиге и проиграла в финале Кубка России. В сезоне-2020/21 «Зенит» уступил в трёх финалах — чемпионата России, Кубка ЕКВ и Кубка России. В сезоне-2021/22 «Зенит» упустил Кубок и Суперкубок России, а в чемпионате страны клуб занимал 4-е место к моменту увольнения Саммелвуо 25 февраля 2022 года после серии поражений.
Затем Саммелвуо возглавил польскую «Заксу» в 2022 году, с которой в сезоне-2022/23 выиграл Лигу чемпионов и Кубок Польши, а также завоевал «серебро» в национальном чемпионате. Был уволен в январе 2024 года в связи с неудовлетворительными результатами, достигнутыми командой в первой половине сезона-2023/24.
Так же с ноября 2022 по ноябрь 2024 годов Саммелвуо возглавлял сборную Канады. При нём сборная вышла в «Финал восьми» Лиги наций (6-е место), а также через квалификационный турнир пробились на Олимпиаду-2024 в Париже, где не вышли из группы, уступив Словении (1:3), Франции (0:3) и Сербии (2:3).

## Награды
- Кавалер ордена Льва Финляндии (2021 год)[4]
- Орден Дружбы (15 июля 2022 года, Россия) — за обеспечение успешной подготовки спортсменов, добившихся высоких спортивных достижений[5].